# Gilbert Chauvet
Compléments
https://www.gilbert-chauvet.com
Gilbert Chauvet, né le 2 octobre 1942 et décédé le 6 décembre 2007, est considéré par certains comme l'un des précurseurs de la biologie intégrative française. Reconnu parmi les chercheurs les plus brillants de sa génération, il a marqué son époque par l’ambition et la portée de ses travaux. Après une formation en mathématiques et en physique, il s’est tourné vers la médecine, avec pour objectif de formuler les lois mathématiques régissant les systèmes vivants. Cette quête, qu’il a poursuivie tout au long de sa vie, a donné lieu à des contributions majeures, popularisées dans son dernier ouvrage:  "Comprendre l'organisation du vivant et son évolution vers la conscience".

## Biographie
Gilbert Chauvet est un scientifique français qui a beaucoup contribué à la formalisation mathématique de la biologie intégrative. Né à Nueil-les-Aubiers, dans les Deux-Sèvres, il a grandi en Vendée, où il a effectué ses études primaires et secondaires aux Herbiers et à La Roche-sur-Yon.
Après des études en mathématiques et en physique, il s'est ensuite tourné vers la médecine avec l'ambition de découvrir les lois mathématiques organisant les systèmes vivants. Ce projet, à la croisée de la physique, des mathématiques et de la biologie, a marqué toute sa carrière et donné lieu à des travaux d'une grande complexité et d'une grande originalité. Peu accessibles au grand public, ses recherches sont cependant destinées à laisser une empreinte durable dans le domaine des sciences du vivant.
Il résumait sa démarche par cette formule : « Je suis un mécréant pour qui Dieu, c’est l’intelligibilité mathématique de la nature », une pensée qui rappelle l'approche d'Albert Einstein qui voulait expliquer les lois qui régissent l’univers par les mathématiques. Son dernier ouvrage, Comprendre l'organisation du vivant et son évolution vers la conscience, témoigne de la profondeur et de l'originalité de son œuvre,,.

## Formation
Gilbert Chauvet a suivi un parcours académique remarquable. À la Faculté des Sciences de Poitiers, il a obtenu une maîtrise en mathématiques pures (1964) et en mathématiques appliquées (1965). Il a ensuite poursuivi ses études à la Faculté des Sciences de Nantes, où il a obtenu un DEA de physique du solide (1966), un doctorat de troisième cycle en physique du solide (Optical constants in metals at high temperature) (1968) et un doctorat d'État en physique moléculaire théorique (Symmetry groups and force constants in complex molecules) (1974). Son intérêt pour les sciences médicales l'a conduit à décrocher un doctorat en médecine (1976) et une agrégation en biomathématique la même année à la Faculté de Médecine d'Angers.

## Travail scientifique
Ses dernières recherches portant sur la physiologie Intégrative ont été réalisées à l'Ecole Pratique des Hautes Etudes, au sein du laboratoire interdisciplinaire Développement et Complexité (LDC). Il fut également « Research Professor » dans le département de Biomedical Engineering (BME) à l'Université de Californie du Sud (USC) à Los Angeles aux USA. Et aussi Professeur honoraire des Universités à la Faculté de Médecine d'Angers, et Chef du Service de Biostatistique et Modélisation Informatique (SBMI) au Centre Hospitalier Universitaire d'Angers.
Sa recherche fondamentale visait à élaborer une théorie de l'organisation fonctionnelle du vivant, en utilisant des outils mathématiques et informatiques. Ses études ont porté sur le système nerveux central, notamment le cervelet (coordination des mouvements, apprentissage) et l'hippocampe (mémorisation et reconnaissance). Ces travaux ont trouvé des applications en robotique et en reconnaissance de formes.
Dans le domaine appliqué, il a étudié les grandes fonctions physiologiques (rénale, cardio-vasculaire, respiratoire) et leurs interactions, en se concentrant sur leur couplage et leur rôle prédictif en réanimation médicale,.

## Autres activités
Il est le fondateur du Journal of integrative Neuroscience publié par World Scientific Publishers, dont il a été rédacteur en chef à partir de 2002 .
Il a fait partie du comité scientifique de Logicom
Il est également fondateur de la société "Virtual Functional Systems-bio™ " qui n'existe plus aujourd'hui.

## Théorie de l'organisation fonctionnelle et théorie du champ[8]
Gilbert Chauvet constate que les sciences de la vie, en raison de leur complexité, peinent à expliquer le "comment" des phénomènes biologiques et se limitent souvent à des observations et à la collecte de données. Ces informations abondantes restent difficiles à analyser sans un modèle explicatif global. Il souligne alors l'absence d'un formalisme théorique général permettant de comprendre l'organisation de la matière vivante. Bien qu'une approche mathématique structurée soit essentielle, elle est souvent perçue comme incompatible avec l'étude du vivant, une incompatibilité qu'il juge seulement apparente, par manque d'un modèle adéquat.
Son idée est alors de définir une théorie explicative de la vie, car selon lui "Observer n'est pas expliquer". Il s'est donc attaché à résoudre le paradoxe suivant : pourquoi les systèmes biologiques se stabilisent-ils en se complexifiant, alors que les systèmes physiques deviennent instables dans des conditions similaires ? Il a cherché à identifier ce qui distingue le vivant de l'inerte en explorant la logique biologique qui permet aux organismes de maintenir et réparer leur fonctionnement à tous les niveaux d'organisation. Il a proposé une théorie mathématique du vivant basée sur le principe d'intégration biologique, considéré comme fondamental pour une compréhension globale et intégrée de la physiologie.
Sa démarche, résolument novatrice, repose sur l'utilisation de la logique mathématique pour modéliser les propriétés du vivant. Formé en mathématiques, physique et médecine, il a également exploré les neurosciences, estimant que cette combinaison était indispensable pour atteindre une compréhension profonde, car selon lui "c'est la seule façon de vraiment comprendre le fond des choses". Pendant plus de 20 ans, il a travaillé à établir les lois générales permettant de modéliser le vivant, en s'appuyant sur une approche explicative distincte des théories précédentes.
Sa théorie constitue une avancée conceptuelle majeure en complétant et généralisant la théorie de l'évolution de Darwin, en expliquant comment les structures biologiques émergent et se stabilisent. Elle introduit des principes mathématiques adaptés à la biologie, faisant entrer la médecine et la biologie dans le champ des sciences de l'ingénierie. Sa théorie repose sur des lois fondamentales, comme l'auto-association stabilisatrice : plus un système biologique se complexifie par ses interactions, plus il devient résilient face aux perturbations. Applicable à tous les niveaux d'organisation du vivant, cette théorie met en évidence la durabilité des systèmes biologiques par opposition à leur efficience.

### Les concepts fondamentaux
Les grands principes originaux sa théorie reposent sur une approche mathématique et intégrative du vivant.
- Le paradigme d'auto-association stabilisatrice (PAAS) : plusieurs structures, en s'associant fonctionnellement, créent une structure plus stable, plus résistante aux variations et menaces de l'environnement; on voit ainsi émerger une fonction nouvelle globale. Plus un système biologique se complexifie grâce aux interactions entre ses composants, plus il devient stable et résilient face aux perturbations. Ce principe s'applique à tous les niveaux d'organisation et a pour ambition de décrire le vivant dans son intégralité.
- L'intégration fonctionnelle : Les organismes vivants sont organisés selon une logique d’intégration, où chaque niveau (moléculaire, cellulaire, organique, etc.) interagit avec les autres pour assurer la stabilité et la continuité du système.
- Les interactions irréversibles : Contrairement aux systèmes physiques, les processus biologiques ne peuvent pas revenir exactement à un état antérieur. Les interactions entre les composants du vivant sont donc orientées et évolutives.
- Les interactions non-locales et non-symétriques : L’organisation du vivant repose sur des échanges d’informations à distance entre "Unités Structurales", émetteurs (Sources) et récepteurs (Puits), au-delà du simple contact physique, nécessitant une compréhension fine des signaux et de leur transmission. Contrairement à un système physique où toutes les interactions élémentaires se produisent au sein d'un même environnement, en biologie les systèmes en interaction occupent des milieux aux propriétés bien différentes.
- Les concepts mathématiques de la théorie [9],[10] :

O-SBF (Organisation-du Système Biologique Formel): abstraction des interactions fonctionnelles d'un système biologique réel, sous forme d'un système de points (Sources et/ou Puits) et de flèches (interactions fonctionnelles), autrement dit un graphe hiérarchique.
D-SBF (Dynamique-du Système Biologique Formel): ajoute un aspect dynamique à l'O-SBF, modélise les variations dans le temps des interactions fonctionnelles (variation de la valeur des flèches ou arêtes du Graphe).
Auto-organisation: Même lorsque la topologie (O-SBF) du système varie, les fonctions et processus vitaux doivent être conservés. La stabilité globale du système doit être assurée; on passe d'un état stable à un autre, d'un attracteur à un autre.
Représentation multi-échelles 3-D: les systèmes biologiques peuvent être représentés et classés selon différents niveaux d'organisation spatiaux, comme des poupées russes (Exemple du système nerveux : ensemble de réseaux, réseau neuronal particulier, neurones, synapses, canaux synaptiques). Les fonctions physiologiques quant à elles peuvent être classées selon différentes échelles de temps (Ex: fonction de transmission synaptique quasi-instantanée, associée à une fonction de modulation synaptique plus persistante dans le temps). Ces trois aspects que sont l'unité structurale, le niveau organisationnel, et l'échelle de temps justifient une représentation 3D des systèmes biologiques.
Champ: En physique, un champ est une valeur attribuée à chaque point de l'espace physique et temporel, représenté sous la forme c=f(x,y,z,t). En biologie, on doit prendre en compte certaines spécificités. On a affaire à un champ de causalité événementielle qui varie donc dans le temps en fonctions d'événements, qui est non-symétrique (A agit sur B, mais pas B sur A) , et aussi non-local (A et B distants et soumis à des environnements différents). Les opérateurs de champs biologiques sont alors très complexes à définir. (Ex: le champ neural qui représente la valeur du potentiel électrique dans l'espace et le temps)
S-Propagateur: Opérateur mathématique non-linéaire qui permet au champ de "traverser" les différents niveaux organisationnels. Il permet d'associer un champ à une interaction fonctionnelle via une équation du type H.ψ=Γ (H: operateur de champ (transporte la variable depuis la source vers le puit), ψ: variable de champ, Γ: source du champ). Contrairement aux opérateurs de la physique, les opérateurs de champs biologiques sont beaucoup plus complexes à définir.

### Perspectives de généralisation de la théorie
Bien que conçue et mise en application dans le cadre de la biologie, et plus particulièrement dans les domaines de la physiologie, de la neurologie, ou encore de l’embryogenèse, cette théorie pourrait être appliquée à une multitude d’autres domaines. Il s'agit avant tout d'une théorie de l'organisation, traitant des interactions des différents composants entre eux à différents niveaux hiérarchiques ; par conséquent on pourrait aussi bien l’étendre aux échelles supérieures qu'inférieures. Elle pourrait servir de base à une théorie unifiée de l’évolution, et expliquer comment l’univers tend à former des structures cohérentes et stables du microscopique au macroscopique en expliquant les transitions entre niveaux d’organisation :
- de la Physique vers la Chimie : les particules fondamentales s’assemblent pour former des atomes et des molécules selon des règles d’interactions stables.
- de la Chimie vers la Biologie : la matière inerte s’organise en systèmes biologiques auto-stabilisants, pour aboutir aux cellules et divers organismes de plus en plus complexes.
- de la Biologie vers la Cognition : l’organisation neuronale repose également sur des principes de stabilisation et d’intégration ; qui peuvent servir en technologies de l'information, pour modéliser les réseaux d’intelligence artificielle.
- de la Cognition vers les Sociétés, et l’émergence de la Conscience : avec les sciences sociales qui étudient les structures et l’évolution des sociétés humaines ou animales; et plus particulièrement les réseaux sociaux.
- En écologie, pour comprendre les écosystèmes dans toute la complexité de leurs interactions, et leur résilience face aux perturbations.

Sous certains aspects, cette tentative d'explication globale de la complexité et des organisations peut être rapproché du travail effectué dans le cadre du projet Principia Cybernetica.

## Ouvrages-Publications[11],[12],[13]
- Gilbert Chauvet, Comprendre l'organisation du vivant : Et son évolution vers la conscience, Vuibert-Collection Automates Intelligents, 2006, 176 p. (ISBN 2711771571, présentation en ligne)
- (en) Gilbert Chauvet, Pierre Chauvet et Theodore W. Berger, Toward Replacement Parts for the Brain, The MIT Press, 2005, 129-158 p. (ISBN 9780262268226, présentation en ligne), « Mathematical Modeling as a Basic Tool for Neuromimetic Circuits »
- (en) Gilbert Chauvet, The mathematical nature of the living world: The power of integration, 2004, 300 p. (ISBN 978-981-238-819-3, présentation en ligne)
- Gilbert Chauvet, La vie dans la matière : le rôle de l'espace en biologie, Flammarion-Nouvelle Bibliothèque Scientifique, 1998, 292 p. (ISBN 2080813994, présentation en ligne)
- (en) Gilbert Chauvet, Theoretical Systems in Biology: Hierarchical and Functional Integration, vol. I, II, II, Pergamon Press, 1995 (présentation en ligne)
- Gilbert Chauvet, Traité de physiologie théorique : Physiologie intégrative, champ et organisation fonctionnelle, t. III, Masson, 1990, 550 p. (ISBN 978-2-225-80850-0, présentation en ligne)
- Gilbert Chauvet, Traité de physiologie théorique : De la cellule à l'homme, t. II, Masson, 1987, 371 p. (ISBN 978-2-225-81752-6, présentation en ligne)
- Gilbert Chauvet, Traité de physiologie théorique : Formalismes, niveaux moléculaire et cellulaire, t. I, Masson, 1987, 324 p. (ISBN 978-2-225-80833-3, présentation en ligne)
- (en) François Chapeau-Blondeau et Gilbert Chauvet, A neural network model of the cerebellar cortex performing dynamic associations, Biological Cybernetics, 1991 (présentation en ligne, lire en ligne)
- (en) Gilbert Chauvet, Hierarchical functional organization of formal biological systems: a dynamical approach. I. The increase of complexity by self-association increases the domain of stability of a biological system, The Royal Society Philosophical Transactions B, 1993 (présentation en ligne)
- (en) François Chapeau-Blondeau et Gilbert Chauvet, Stable, oscillatory, and chaotic regimes in the dynamics of small neural networks with delay, Neural Networks, 1992 (présentation en ligne)